# 迪奧·靴南迪斯
泰奥·贝尔纳·弗朗索瓦·埃尔南德斯（法語：Théo Bernard François Hernandez；1997年10月6日—），是一名法國職業足球運動員，司職左後衛，現時效力沙特职业足球联赛球會希拉爾。並代表法国国家足球队参加国际比赛。

## 俱樂部生涯

### 馬德里競技
2007年，时年9岁的泰奥加盟了马竞青训。2015年，18岁的泰奥被选入马竞预备队，征战西丙联赛。
2016年，续约后的泰奥在续约两天后被一线队征召，进入了西甲对阵埃瓦尔的大名单。

### 阿拉維斯
与马竞续约后，他随即被租借给了同在西甲的阿拉维斯。在那一年，泰奥在对阵希洪竞技的比赛中迎来了自己的西甲首秀。
2017年5月7日，他在对阵毕尔巴鄂竞技的比赛中打入自己的职业生涯首球。
作为常规首发队员，泰奥帮助球队在2016-17赛季的国王杯中队史92年来首次进入决赛。在1-3不敌巴萨的决赛中，泰奥打入一粒任意球。

### 皇家馬德里
2017年夏天，皇家馬德里支付了2400万欧元的解约金签下了泰奥，与其签下了一份6年长约。

### AC米蘭
2019年7月，AC米兰体育总监马尔蒂尼将法国人带到了米兰。在意甲的第一个赛季，泰奥贡献了7个进球和3次助攻。
2020-21赛季，泰奥成为该赛季五大联赛唯一一位曾梅开二度的后卫，他的73次的盘带成功数据也冠绝意甲，各项赛事共打入8球，助攻7次。帮助AC米兰时隔7年重返欧洲冠军联赛。
2021-22赛季，凭借自己冠绝意甲后卫的进攻数据，他用5球6助攻的成绩帮助米兰时隔11年，第19次成为意甲冠军。
凭借在AC米兰的进步与蜕变，泰奥从名不见经传成长为了世界一流左后卫，拿下意甲冠军，成为法国队常客后，特奥被德转官网标价5500万欧元，成为了足坛第三贵的左后卫。

## 國家隊生涯
2021年8月26日，泰奧第一次接到了法国国家队的征召。他于2021年9月7日在对阵芬兰的世界杯预选赛中首次亮相并首发打满全场。是役法国2:0取胜。
2021年10月，在欧国联半决赛对阵比利时，泰奥和他的亲哥哥卢卡斯分别以左中卫和左翼卫位列阵中，这是他们第一次在大赛中同场竞技。 10月7日，他在3-2战胜比利时的比赛中打进了制胜球，带领球队历史上第一次杀入欧国联决赛。
2022年11月，泰奧獲法國隊徵召出戰2022年世界盃，原本他沒有正選位置，但因为自己的哥哥卢卡斯受傷，泰奧於之後幾場比賽擔正，最終隨隊獲得亞軍。

## 個人生活
迪奧的父親讓·弗朗索瓦·埃尔南德斯，曾經是一名司職中後衛的球員。曾經效力於马德里竞技俱乐部。他的哥哥卢卡斯·埃尔南德斯也是足球員，效力於拜仁慕尼黑。
2018年10月，在哥哥盧卡斯對馬卡報的一次採訪中，他說他的家人已經12到13年沒有收到父親的消息了。

## 榮譽

### 球會
皇家马德里
- 欧洲冠军联赛冠軍：2017–18
- 歐洲超級盃冠軍：2017
- 西班牙超級盃冠軍：2017
- 世界冠軍球會盃冠軍：2017

 AC米蘭
- 義大利甲組足球聯賽冠軍：2021–22
- 意大利超級盃冠軍：2024

### 國家隊
法國
- 歐洲足協國家聯賽冠軍：2020–21[7]

### 個人
- AC米蘭賽季最佳球員：2019–20賽季
- 義大利甲組足球聯賽最佳陣容：2019-20賽季，2020-21賽季

## 外部連結
- 迪奧·靴南迪斯在BDFutbol中的档案
- Soccerway資料庫：迪奧·靴南迪斯
- France profile （页面存档备份，存于） at FFF